# Melanagromyza spinulosa
Melanagromyza spinulosa är en tvåvingeart som beskrevs av Spencer 1974. Melanagromyza spinulosa ingår i släktet Melanagromyza och familjen minerarflugor. Inga underarter finns listade i Catalogue of Life.